# Richard Montgomery Gano

Richard Montgomery Gano

Richard Montgomery Gano (* 17. Juni 1830 bei Springdale, Bourbon County, Kentucky; † 27. März 1913 in Dallas, Texas) war ein Brigadegeneral der Konföderierten Staaten von Amerika im Bürgerkrieg.

## Leben
Gano war Sohn von John Allen und Mary Catherine Gano, geb. Conn. Er war ein Enkel von Richard M. Gano, einem General im Britisch-Amerikanischen Krieg von 1812. Gano studierte zuerst am Bethany College in Virginia, danach an der Louisville Medical University in Louisville, Kentucky, wo er 1849 seinen Abschluss machte. Er praktizierte anfänglich in Kentucky, zog dann aber nach Baton Rouge, Louisiana, wo er weiterhin als niedergelassener Arzt arbeitete und für die medizinischen Belange des Staatsgefängnisses von Louisiana zuständig war. 1853 heiratete er Martha Jones Welch, mit der er zwölf Kinder hatte, von denen neun das Erwachsenenalter erreichten. 1859 zog er in die Gegend von Grapevine im Tarrant County, Texas, an die Stelle des heutigen Dallas-Fort Worth International Airport, wo er sich zusätzlich als Farmer, Winzer und Politiker betätigte. Unter anderem gehörte er ab 1860 dem Repräsentantenhaus von Texas als Abgeordneter an.
Bei Ausbruch des Bürgerkriegs trat Gano in das Heer der Südstaaten ein und wurde Hauptmann und Kompaniechef der Grapevine Volunteers, einer von ihm gegründeten Kompanie Freiwilliger. Im März 1862 wurden diese mit einer anderen Kompanie zu einer Kavallerie-Schwadron zusammengefasst und Oberst John Hunt Morgan unterstellt. In der Folgezeit wurde Gano zum Major befördert und befehligte drei Kavalleriekompanien, die er in der Schlacht von Gallatin anführte. Im September 1862 wurden sie Teil des 7. Kentucky Kavallerie-Regiments und Gano zum Oberst befördert. Danach folgten unter General Edmund Kirby Smith die Teilnahme an der Schlacht von Perryville am 8. Oktober.
Im Februar 1863 bekam Gano das Kommando über die 1. Kavalleriebrigade übertragen. Am 19. und 20. September 1863 nahm er unter dem Kommando von General Nathan Bedford Forrest an der Schlacht am Chickamauga teil. Am 17. März 1865 wurde er zum Brigadegeneral befördert.
Nach dem Krieg ging Gano zurück nach Kentucky und wurde, wie sein Vater, Geistlicher der Old Union Church. Ab 1870 wurde er in Dallas eingesetzt, wo er seine Kirchenarbeit versah und regelmäßig Predigten hielt. In den nächsten 30 Jahren wurde er in verschiedenen Kirchen sowohl in Kentucky als auch in Texas eingesetzt, war gleichzeitig Geschäftsmann, gründete mit zwei seiner Söhne eine Handelsgesellschaft, wurde Vizepräsident der Estado Land and Cattle Company und Direktor der Bankers and Merchants National Bank in Dallas. All diese Tätigkeiten machten ihn zum Millionär und erlaubten ihm, sich aktiv an den United Confederate Veterans, einer nationalen Gesellschaft für ehemalige Soldaten der Konföderierten, zu beteiligen und sich für deren Belange einzusetzen.